# Papirus Oxyrhynchus 840
Papirus Oxyrhynchus 840 oznaczany jako P.Oxy.V 840 – rękopis zawierający fragmenty apokryficznej Ewangelii napisany w języku greckim. Papirus ten został odkryty przez Bernarda Grenfella i Arthura Hunta w 1905 roku w Oksyrynchos. Fragment jest datowany na IV lub V wiek n.e. Przechowywany jest w Bodleian Library (Ms. Gr. Th. g 11). Tekst został opublikowany przez Grenfella i Hunta w 1908 roku.

## Opis
Przypuszcza się, że pierwotny tekst mógł powstać w II wieku lub w drugiej połowie I wieku w Syrii. Manuskrypt został napisany na pergaminie w formie kodeksu. Zachowany fragment jest niemal kwadratowy i mierzy mniej niż 10 cm po przekątnej. Tekst jest zapisany po obu stronach zachowanego arkusza, w sumie zawiera 45 linijek tekstu. Według Philipa Sellewa książka ta mogła być amuletem być może noszonym na szyi zanim karta została z niej usunięta. Zachowany fragment tekstu jest podobny do kanonicznych Ewangelii w swoim stylu i tonie.

## Treść
Tekst zachowanego fragmentu składa się z dwóch części, których głównym bohaterem jest Jezus. Pierwsza to przemówienie Jezusa do jego uczniów, druga to spór pomiędzy Jezusem a faryzeuszem dotyczący rytuałów oczyszczania. Z historycznego punktu widzenia tekst ten wskazuje na różnicę w sposobie myślenia pomiędzy Jezusem a faryzeuszami.
Fragment pierwszy zaczyna się od opisu ostatniej części ostrzeżenia jakiego Jezus udziela negatywnemu bohaterowi, który planuje przyszłość ale nie uwzględnia przyszłego życia. Fragment drugi to opowieść o spotkaniu Jezusa z wysoko postawionym faryzeuszem, który stara się namówić Jezusa by wraz z uczniami opuścił świątynię gdyż są nieczyści. Jezus opowiada się przeciw oczyszczeniu rytualnemu uzyskiwanemu przez obmycie w wodzie, porównując to do obmycia nierządnicy w wodzie wcześniej używanej przez psy i świnie. Nadmienia, że życie z nieba daje woda poprzez chrzest.
W tekście tym Jezus jest nazywany „Zbawicielem” (grec. Σωτήρ), co jest rzadkością w Nowym Testamencie, ale nie jest precedensem. Autor tekstu zakłada też, że zwykli ludzie powinni zmieniać swoje ubrania przed wejściem do świątyni, który to zwyczaj nie występuje w innych pismach. Wyraźnie też jest widoczne wrogie nastawienie autora do judaizmu, choć widać, że autor zna go tylko pobieżnie, gdyż nie potrafi uchwycić znaczenia rytuałów świątynnych. Wskazuje to, że autor tekstu nie może być Żydem, a proponuje się, że jest pochodzenia syryjskiego.

## Identyfikacja
Krytycy nie są zgodni, którą apokryficzną Ewangelię zawiera ten fragment. Według Waitza jest do fragment Ewangelii Nazarejczyków, Lagrange uważa, że jest to część Ewangelii Hebrajczyków. Jako możliwa jest też wskazywana Ewangelia Piotra. Każdą jednak identyfikację należy uznać za hipotezę.